# Mr. Moonlight (альбом)
Mr. Moonlight — восьмой студийный альбом британо-американской хард-рок-группы Foreigner, выпущенный Arista Records в Европе 23 октября и BMG Entertainment в Японии 23 ноября в 1994 году. В США и Канаде он появился в начале 1995 года на лейбле Rhythm Safari. Альбом, записанный в семи разных студиях в разных штатах, спродюсировали Мик Джонс, Лу Грэмм и Майк Стоун, а также Фил и Джо Николо.

## Список композиций
1. «Under the Gun» (Грэмм, Джонс) — 3:54
2. «Rain» (Грэмм, Джонс, Таргон) — 4:34
3. «Until the End of Time» (Грэмм, Джонс, Таргон) — 4:51
4. «White Lie» (Грэмм, Джонс) — 4:16
5. «Big Dog» (Грэмм, Якобс, Джонс, Таргон) — 4:46
6. «Real World» (Грэмм, Джонс) — 6:19
7. «All I Need to Know» (Грэмм, Джонс) — 4:44
8. «Hole in My Soul» (Грэмм, Джонс) — 5:08
9. «I Keep Hoping» (Грэмм, Якобс, Джонс) — 5:15
10. «Running the Risk» (Грэмм, Якобс, Джонс) — 5:09
11. «Hand on My Heart» (Грэмм, Джонс, Таргон) — 4:58

## Участники записи
Foreigner:
- Лу Грэмм — перкуссии, вокал, бэк-вокал
- Мик Джонс — гитара, фортепиано, бэк-вокал
- Джефф Якобс — орган, синтезатор, фортепиано, клавишные, бэк-вокал
- Марк Шулман — перкуссии, ударные, бэк-вокал
- Брюс Таргон[англ.] — гитара, бас-гитара, бэк-вокал

Прочие участники:
- Скотт Гилман — саксофон, бэк-вокал
- Таватха Аги[англ.] — бэк-вокал
- Билли Бреммер[англ.] — гитара
- Рэнди Кантор — гитара, клавишные
- Робин Кларк[англ.] — бэк-вокал
- Дуэйн Эдди — гитара
- Луис Энрикес — перкуссии
- Паулетта Маквильямс[англ.] — бэк-вокал
- Иэн Ллойд[англ.] — бэк-вокал

Технический персонал:
- Майк Стоун[англ.] — продюсер, звукоинженер, микширование
- Фил и Джо Николо[англ.] — дополнительное продюсирование, микширование
- Дэвид Бьянко — микширование
- Марк Стеббедс — микширование
- Тед Йенсен[англ.] — мастеринг
- Дэнни Клинч — фотография
- Джон Питтер — иллюстрации
- Red Herring Design — дизайн